# Fortyfikacje Senglei

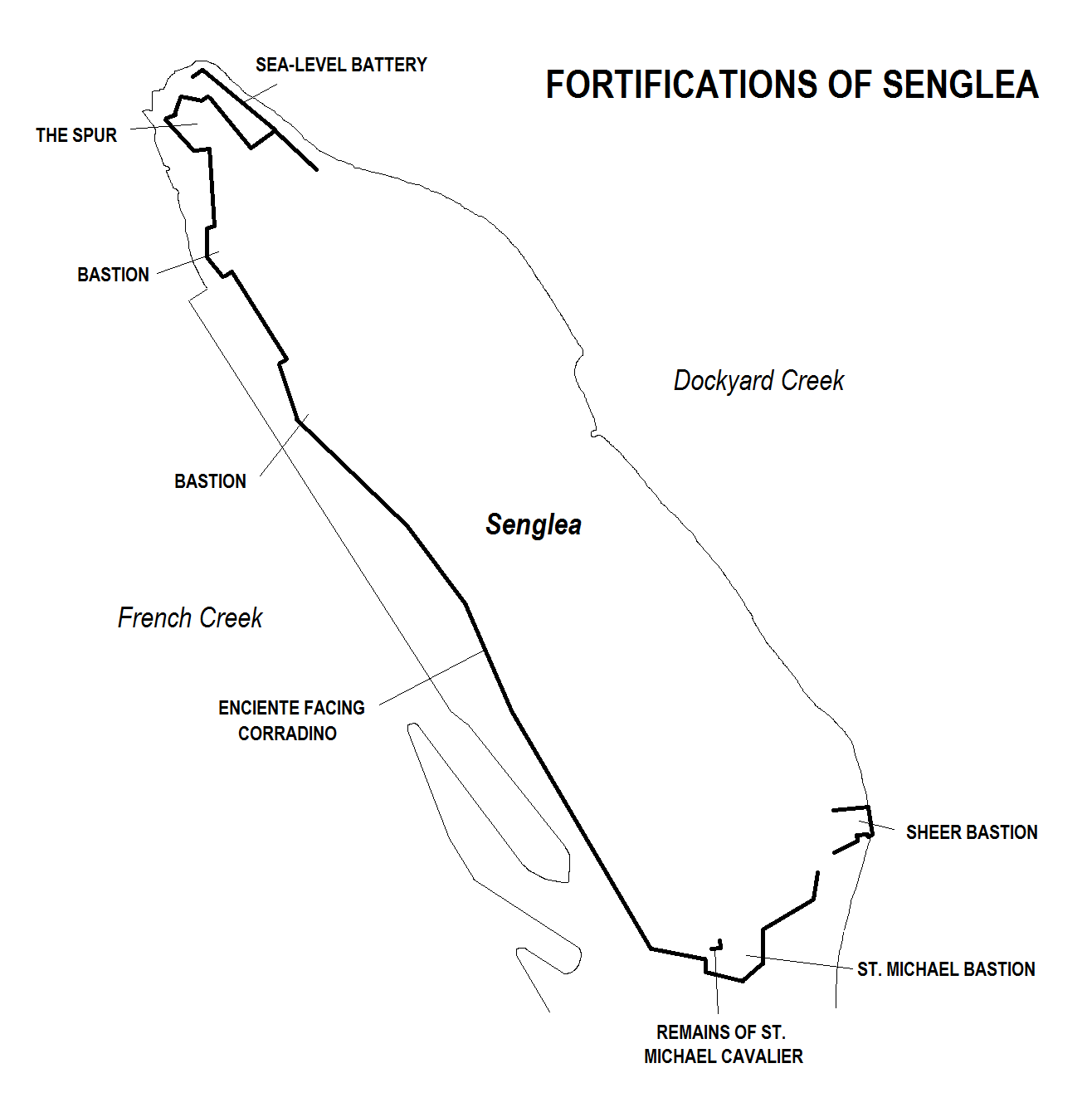
Mapa fortyfikacji Senglei (stan dzisiejszy)

Fortyfikacje Senglei (malt. Is-Swar tal-Isla) – to ciąg murów obronnych i innych umocnień, otaczających miasto Senglea (Isla) na Malcie. Pierwszym elementem umocnień był, zbudowany w roku 1552, Fort Saint Michael. Większość fortyfikacji powstała w następnej dekadzie, z fundacji Wielkiego Mistrza Claude de la Sengle. Budowle były modyfikowane do XVIII w., lecz znaczna część fortyfikacji została zburzona między XIX i XX w. Dzisiaj jedynymi pozostałościami po systemie obronnym Senglei są bastiony od strony morza oraz część umocnień frontowych.
Fortyfikacje Senglei były umieszczone na maltańskiej wstępnej liście światowego dziedzictwa UNESCO od roku 1998, jako część „Fortyfikacji Rycerzy wokół portów na Malcie”.

## Historia

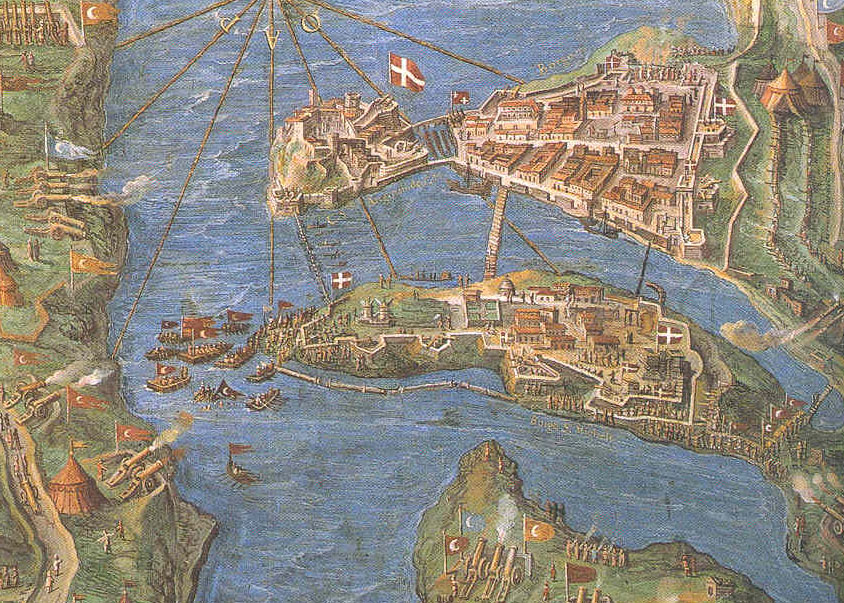
Mapa Senglei (niżej) oraz Birgu (powyżej) podczas Wielkiego Oblężenia Malty 1565 r.

Miasto Senglea i jego fortyfikacje zostały zbudowane jako efekt ataku osmańskiego na Maltę i Gozo w 1551 r. Po odparciu najeźdźców Rycerze św. Jana uświadomili sobie potrzebę zbudowania większych instalacji ochronnych, i już rok później rozpoczęto budowę dwóch fortów. Pierwszym z nich był Fort Saint Elmo na końcu półwyspu Sciberras (teraz Valletta), a drugim był Fort Saint Michael, zbudowany na półwyspie znanym jako l'Isola. W roku 1553 rozpoczęto opasywanie całego półwyspu fortyfikacjami, wewnątrz których rozwinęło się później miasto. Zostało nazwane Senglea, na cześć rządzącego Wielkiego Mistrza Claude’a de la Sengle.
Miasto odegrało ważną rolę podczas Wielkiego Oblężenia Malty 1565 roku, kiedy było wielokrotnie atakowane przez wojska Turków osmańskich. Nie zostało zdobyte, i otrzymało tytuł Città Invicta (Miasto Niezwyciężone). Po oblężeniu Zakon rozpoczął budowę swej nowej stolicy - Valletty, a Senglea została zaniedbana. Architekt Francesco Laparelli proponował nawet zrównanie miasta z ziemią. Na szczęście jego pomysł został odrzucony i, do roku 1581, system obronny miasta został odbudowany.
W wiekach XVII i XVIII dobudowane zostały różne pomocnicze elementy fortyfikacji. W dodatku, zbudowano Santa Margherita Lines oraz Cottonera Lines, które otoczyły fortyfikacje czołowe Senglei i Birgu. Te dwa nowe systemy wzmocniły system obronny, lecz jednocześnie zmniejszyły znaczenie umocnień frontowych Senglei.
Znaczna część fortyfikacji od strony Corradino została zburzona lub przebudowana w XIX wieku, aby zrobić miejsce dla części Malta Dockyard. Frontowa część fortyfikacji również została mocno zmieniona na początku XX stulecia, lecz pozostałe elementy zostały wpisane na Listę Zabytków 1925. Całe miasto, włączając części fortyfikacji, zostało ciężko uszkodzone przez bombardowania w czasie II wojny światowej.
Części fortyfikacji frontowych oraz bastiony od strony morza zostały odnowione w minionych latach.

## Układ fortyfikacji

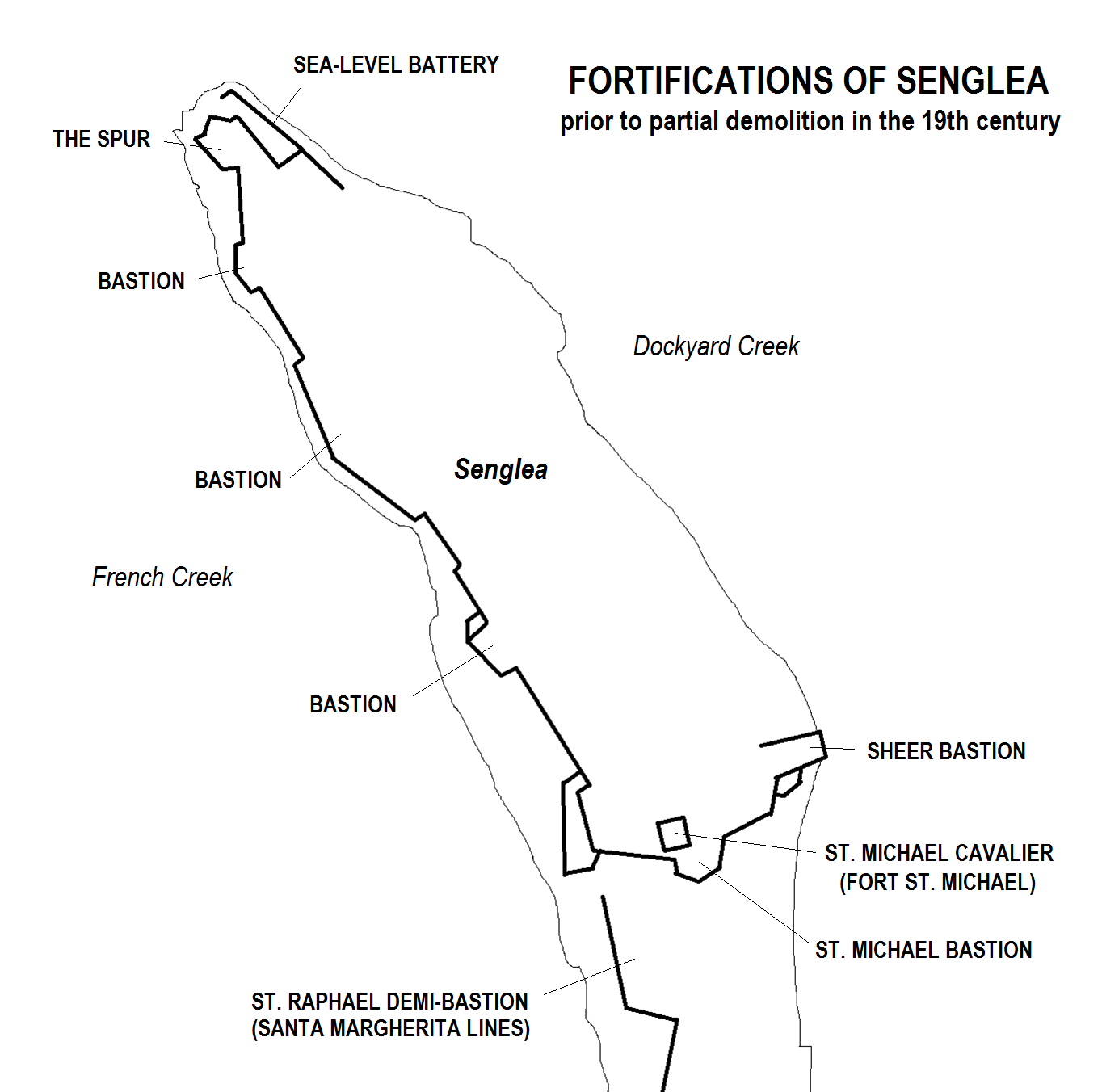
Mapa fortyfikacji Senglei przed częściowymi wyburzeniami w XIX w.

Fortyfikacje Senglei zawierają aktualnie (od części czołowej do Ostrogi, zgodnie z ruchem wskazówek zegara):
- Sheer Bastion, znany też jako il-Maċina – bastion w kształcie klina, nad Dockyard Creek[7]. Na szczycie wału zainstalowano urządzenie do montażu masztów na galerach.[8][9]
- Mur osłonowy z kazamatami, łączący Sheer Bastion z Bastionem św. Michała. W murze znajduje się St. Anne's Gate (Brama św. Anny), główna brama miasta. Niektóre zniszczenia, spowodowane bombardowaniami w czasie II wojny światowej, wciąż są widoczne na murze[10].
- St. Michael Bastion (Bastion św. Michała) – główny bastion fortyfikacji czołowych Senglei, zawierający dużą bartyzanę[11].
  - St. Michael Cavalier (Nadszaniec św. Michała) – nadszaniec, będący oryginalnie Fortem św. Michała. Został zburzony w 1921 r., lecz mała część jego podstawy ocalała.[12]
- Mur osłonowy, który oryginalnie łączył Bastion św. Michała z półbastionem, leżącym wzdłuż brzegu od strony Corradino. Półbastion został zburzony w XIX w[13].
- Długi mur osłonowy ciągnący się wzdłuż brzegu od strony Corradino. Obecna konstrukcja została zbudowana w XIX wieku, zastępując oryginalną fortyfikację, zburzoną, aby zrobić miejsce dla stoczni[14].
- The Spur (Ostroga) – bastion od strony morza, naprzeciw Valletty. Zawiera zrekonstruowaną bartyzanę Gardjola (oryginalna została rozebrana w czasie II wojny światowej). Na jego szczycie znajduje się ogród publiczny Gardjola Garden[15].
- Bateria morska (czasami nazywana Lower Spur Battery) przy podstawie fortu, na poziomie morza. Została zaprojektowana przez Carlosa de Grunebergh w latach 1680-tych, zawiera 10 stanowisk ogniowych[16].

## Galeria

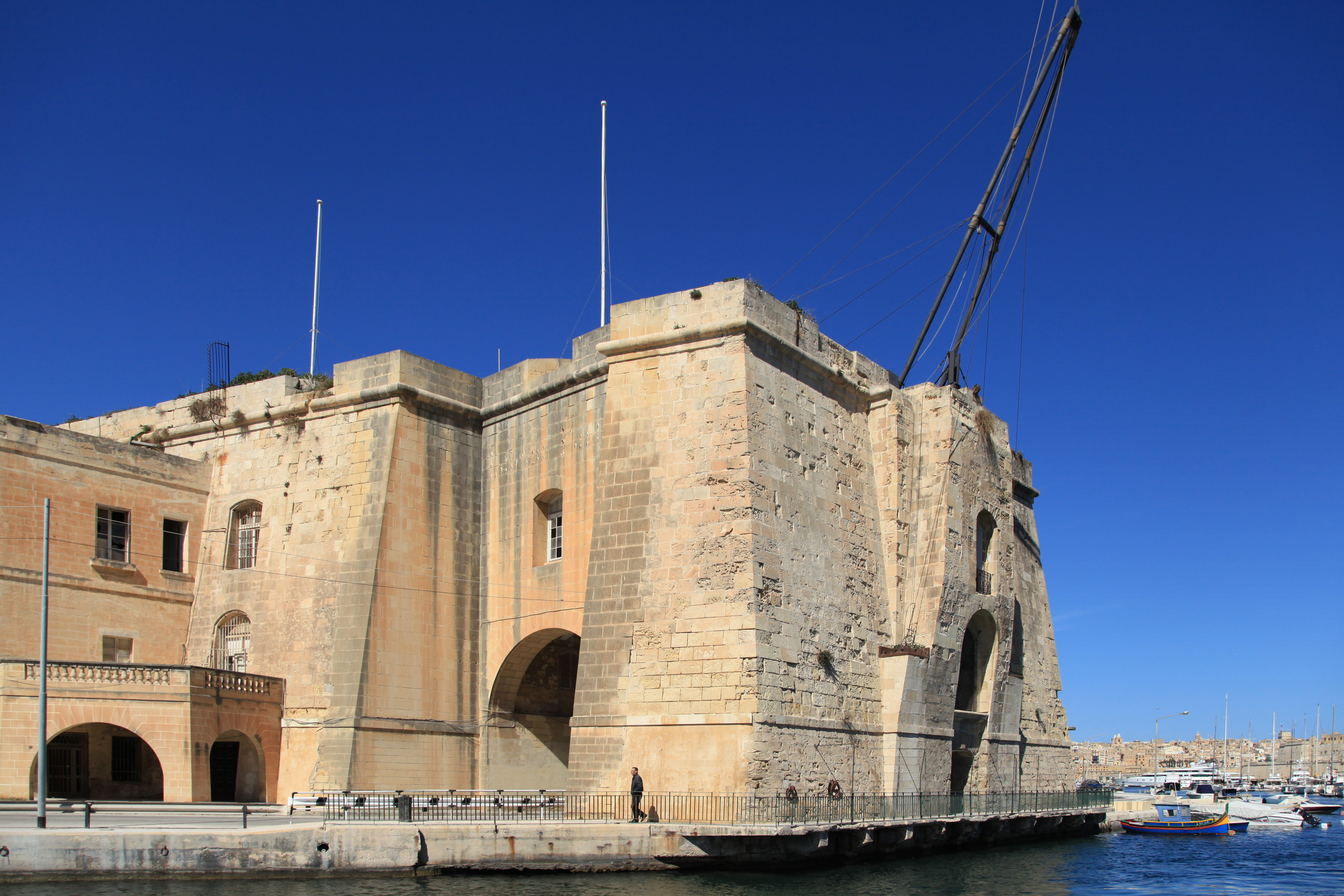
Sheer Bastion (il-Maċina)
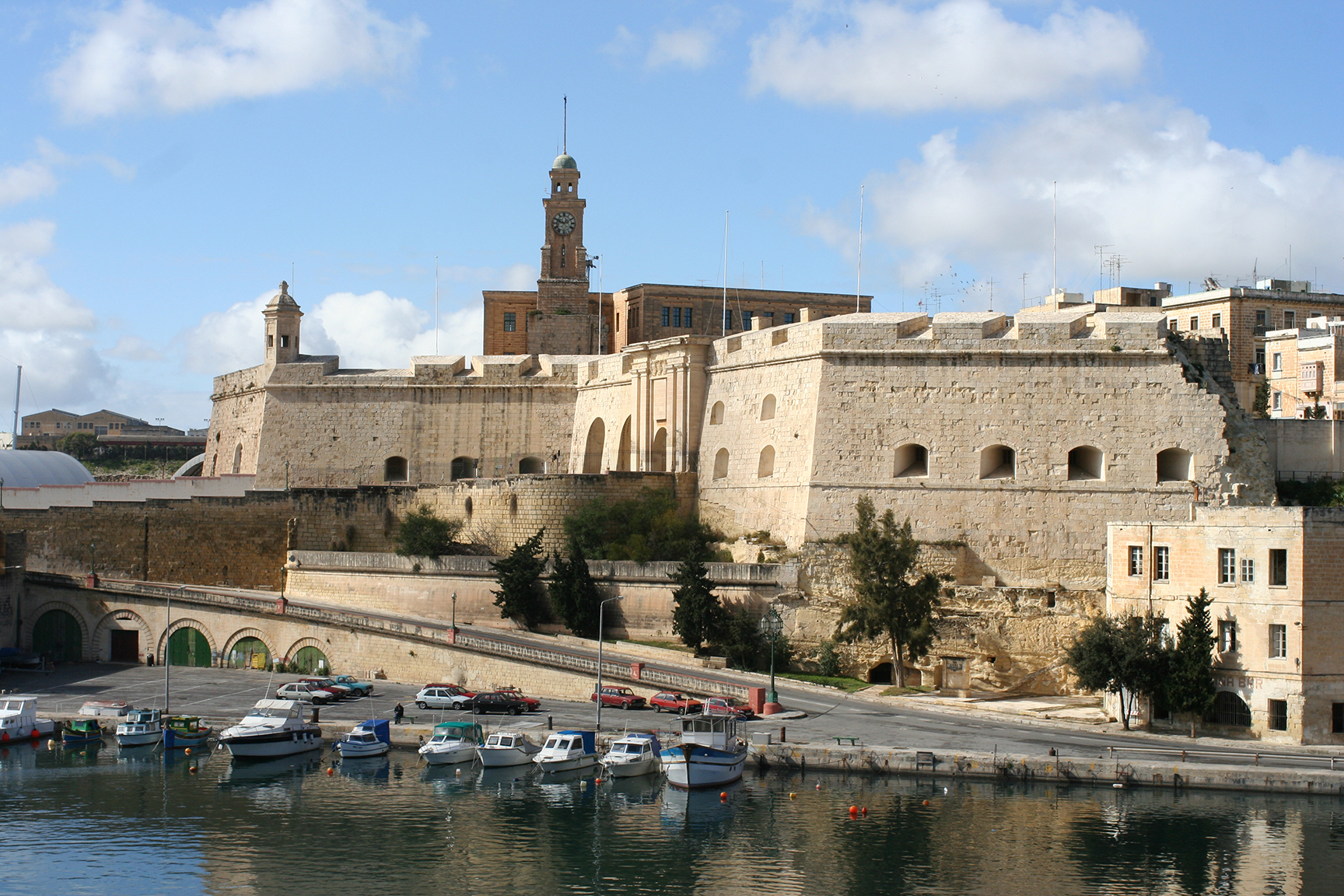
Bastion św. Michała i uszkodzony mur osłonowy, oryginalnie łączący go z Sheer Bastion
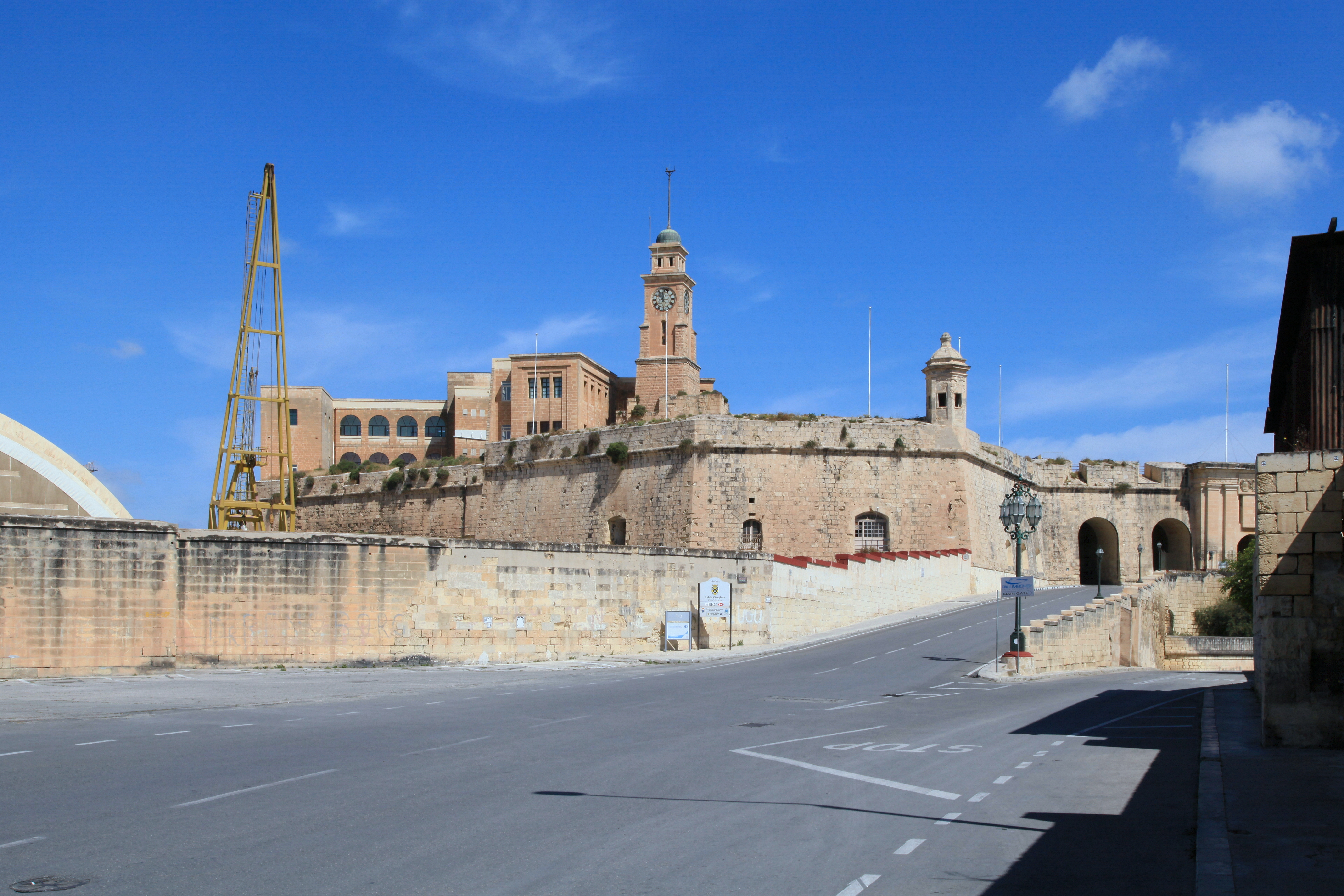
Bastion św. Michała (w miejscu wieży zegarowej był oryginalnie Fort św. Michała)
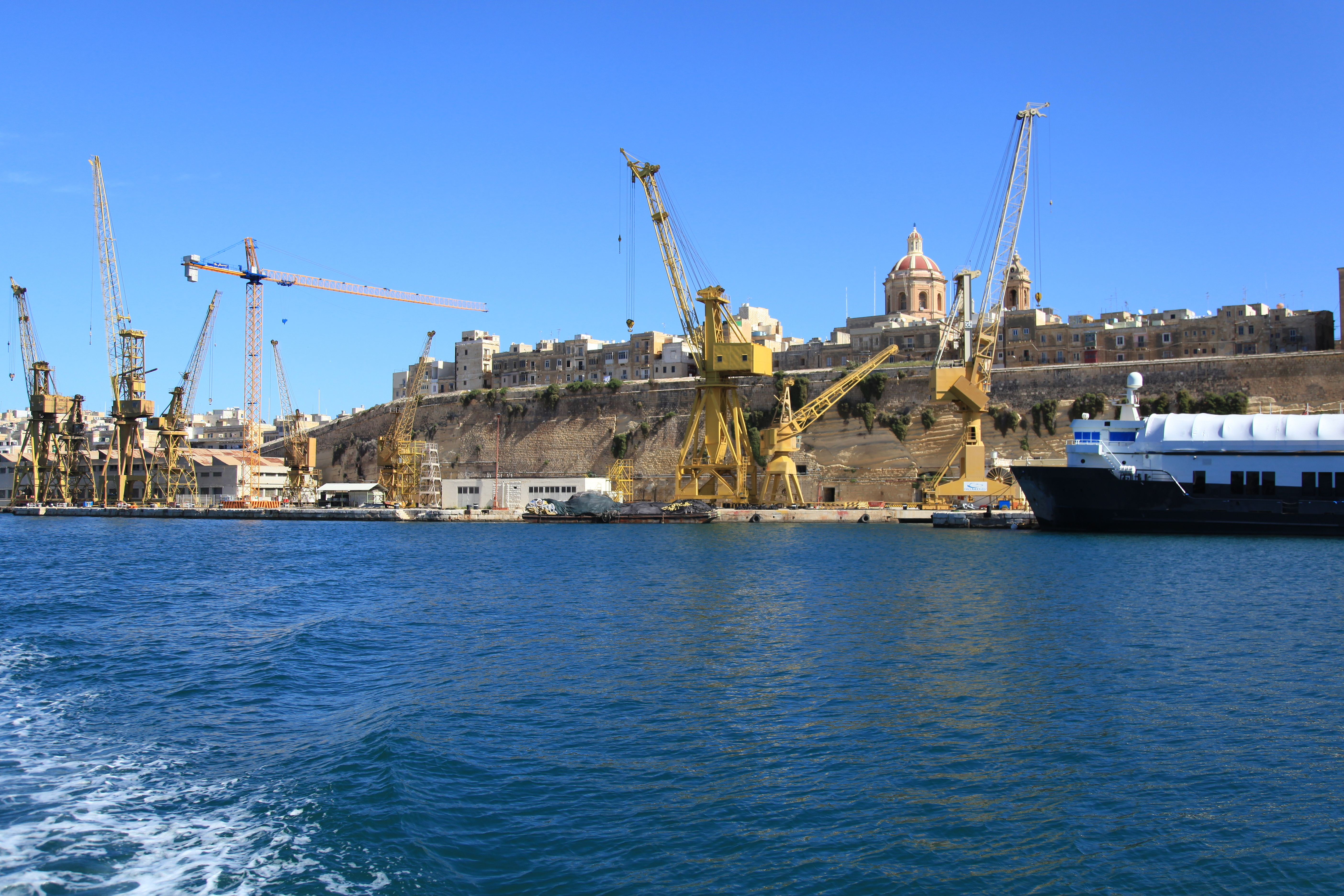
Fortyfikacje naprzeciw Corradino
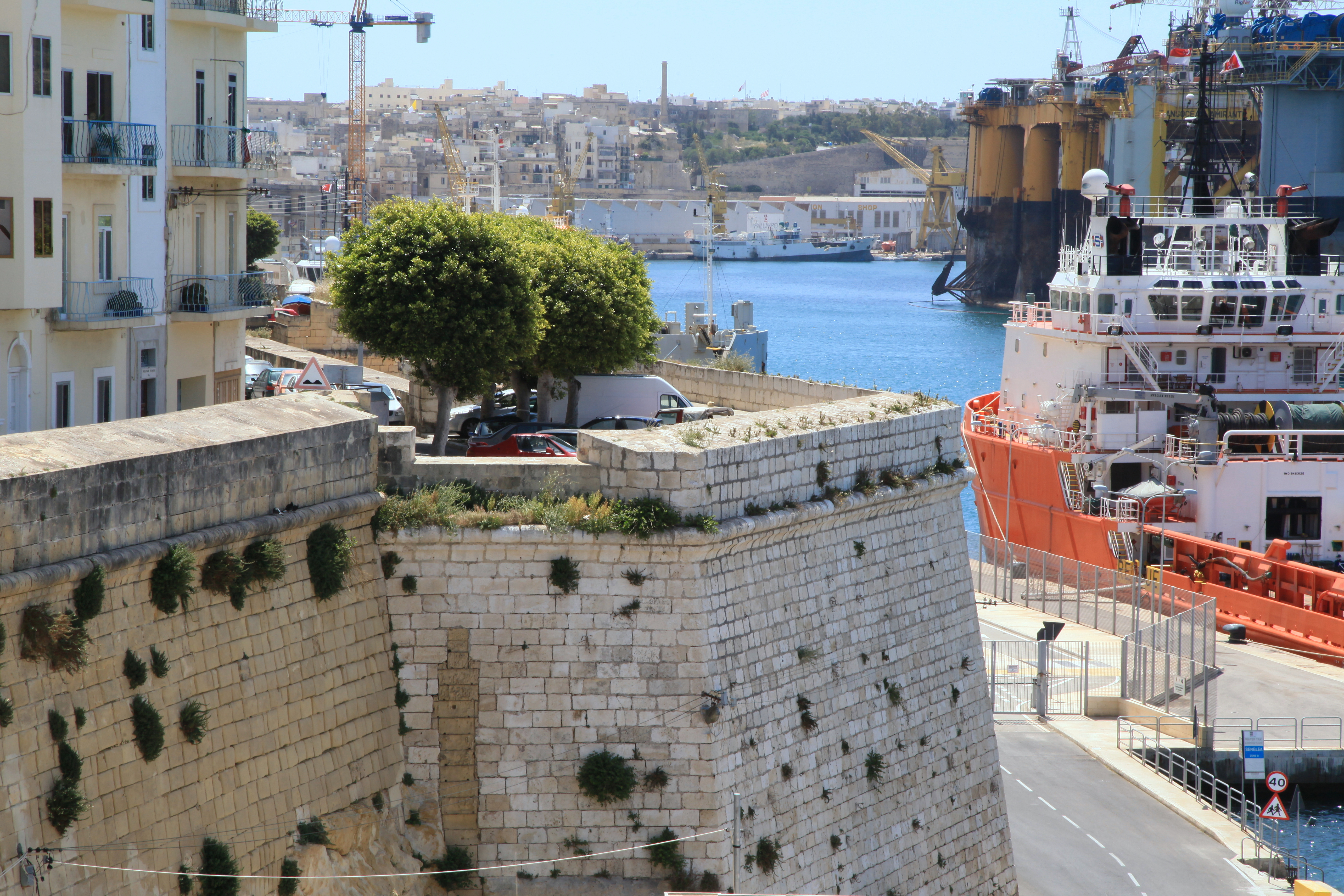
Niewielki bastion w murze naprzeciw Corradino
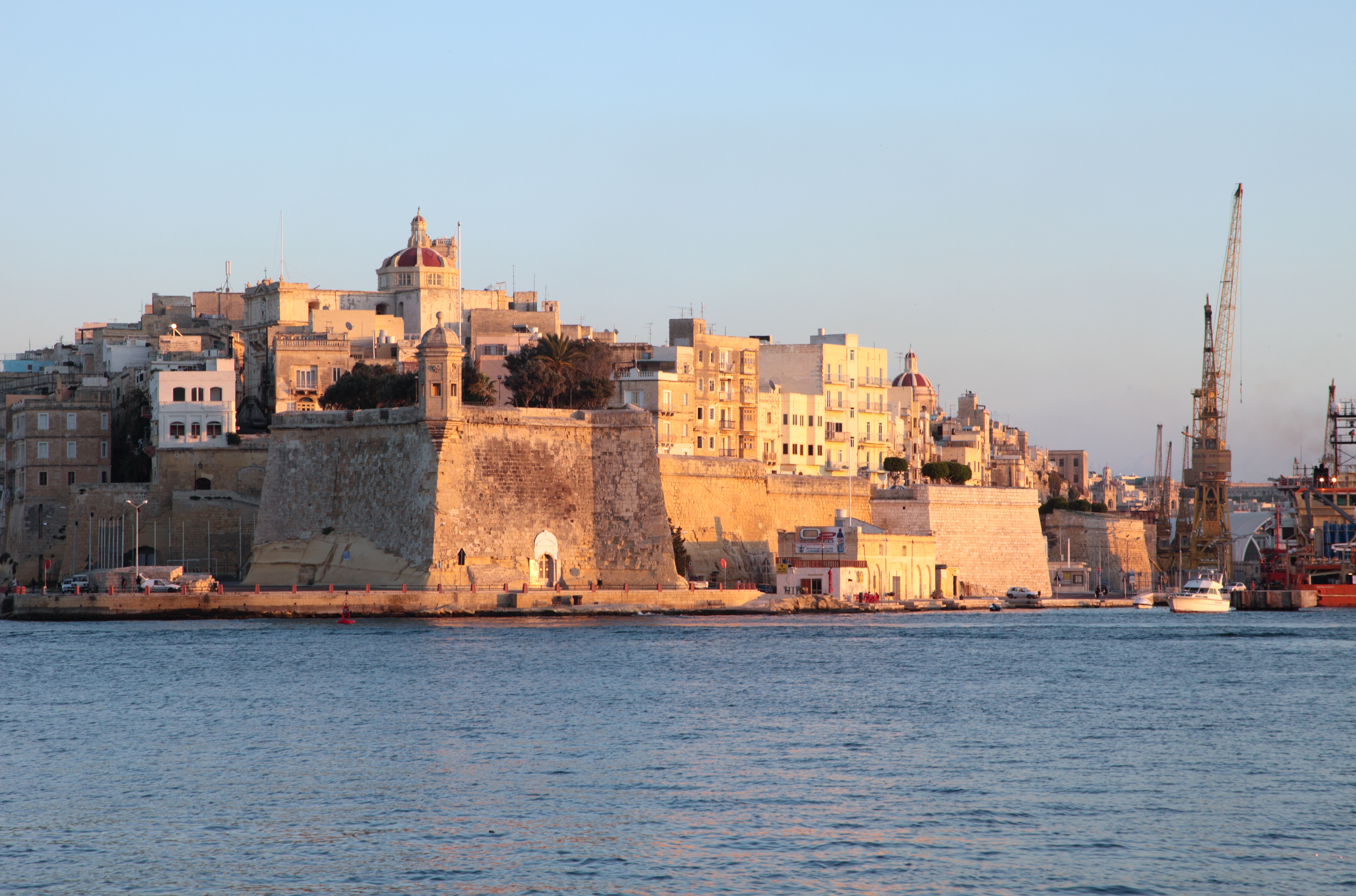
The Spur
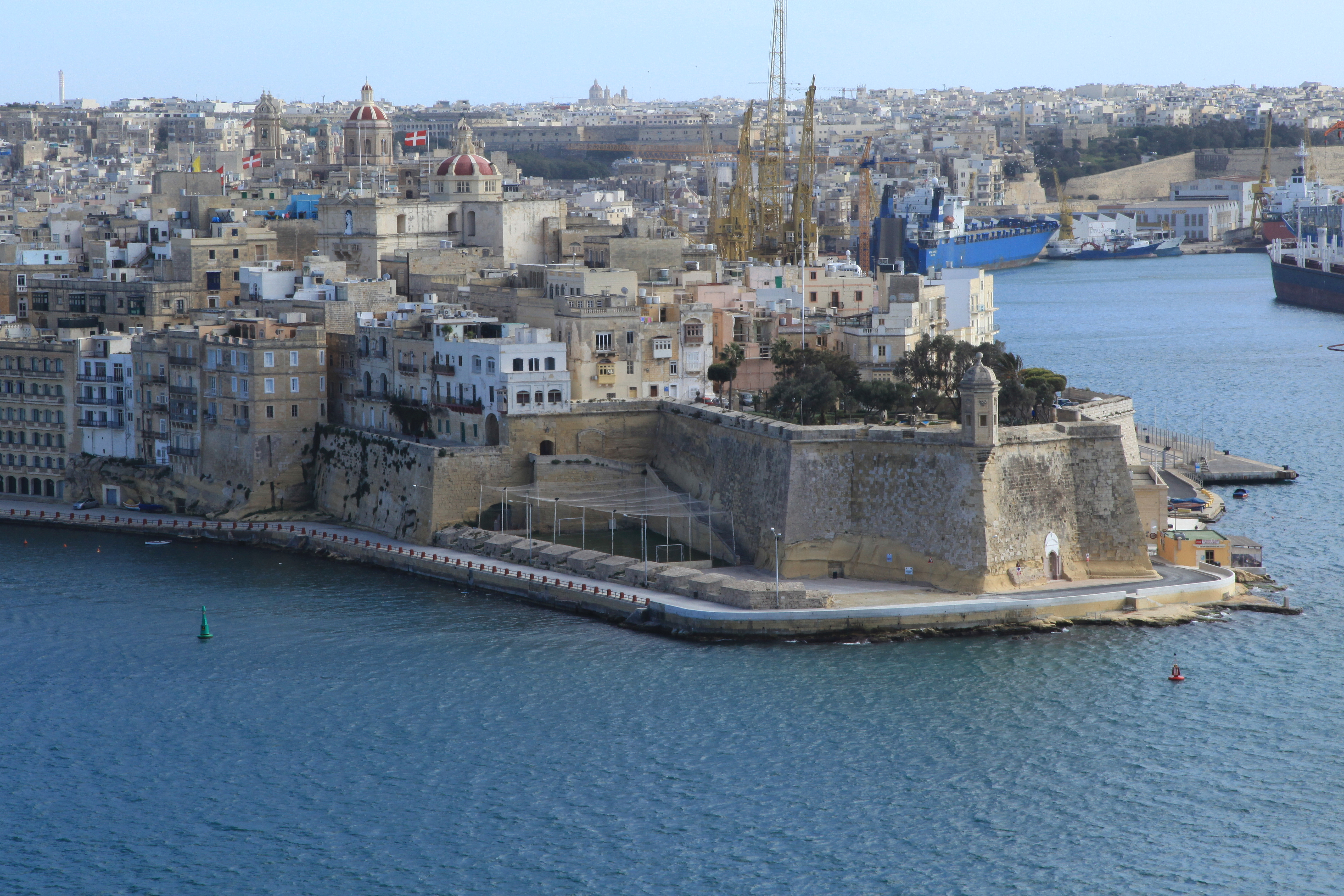
The Spur widziany z Upper Barrakka Gardens
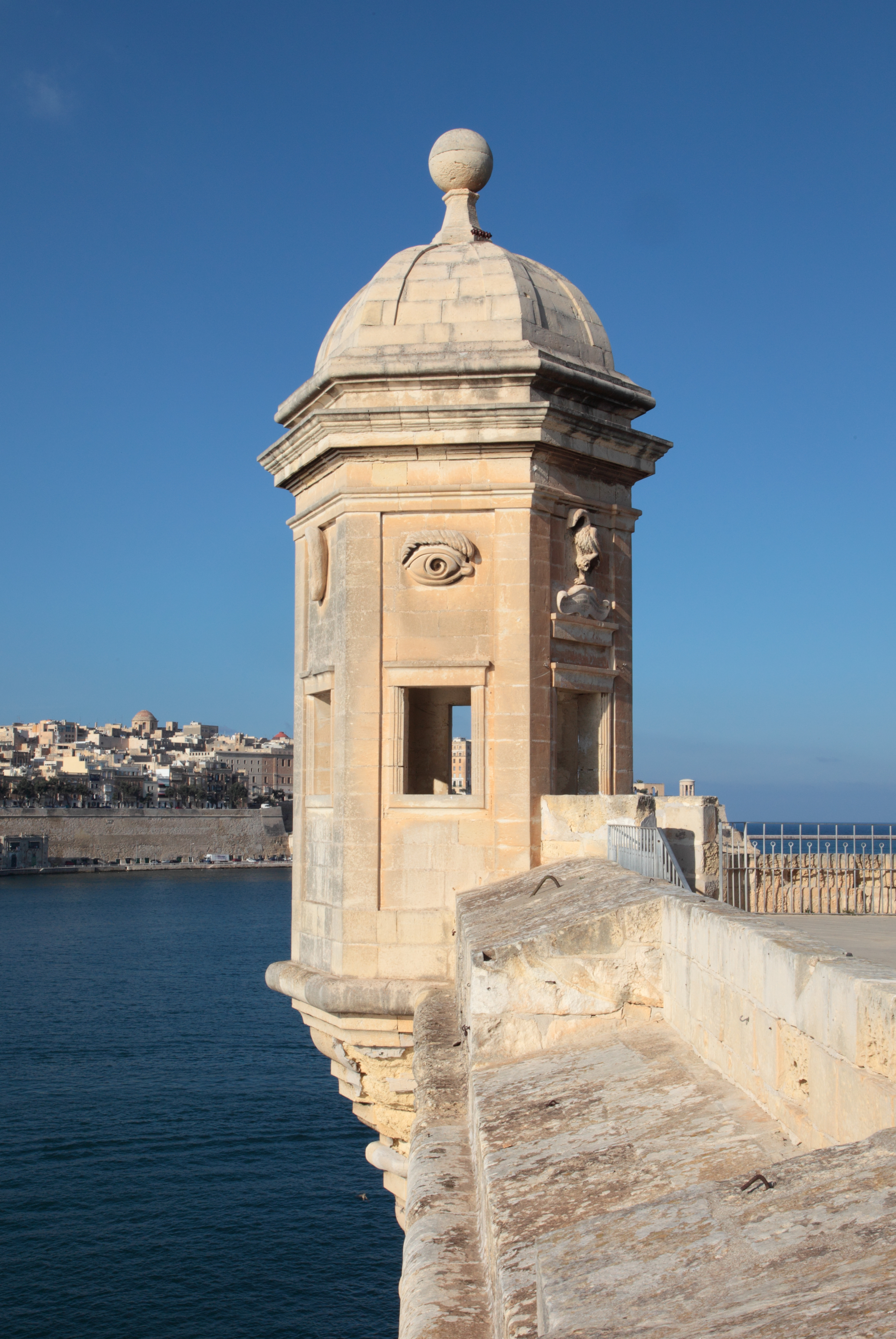
Gardjola
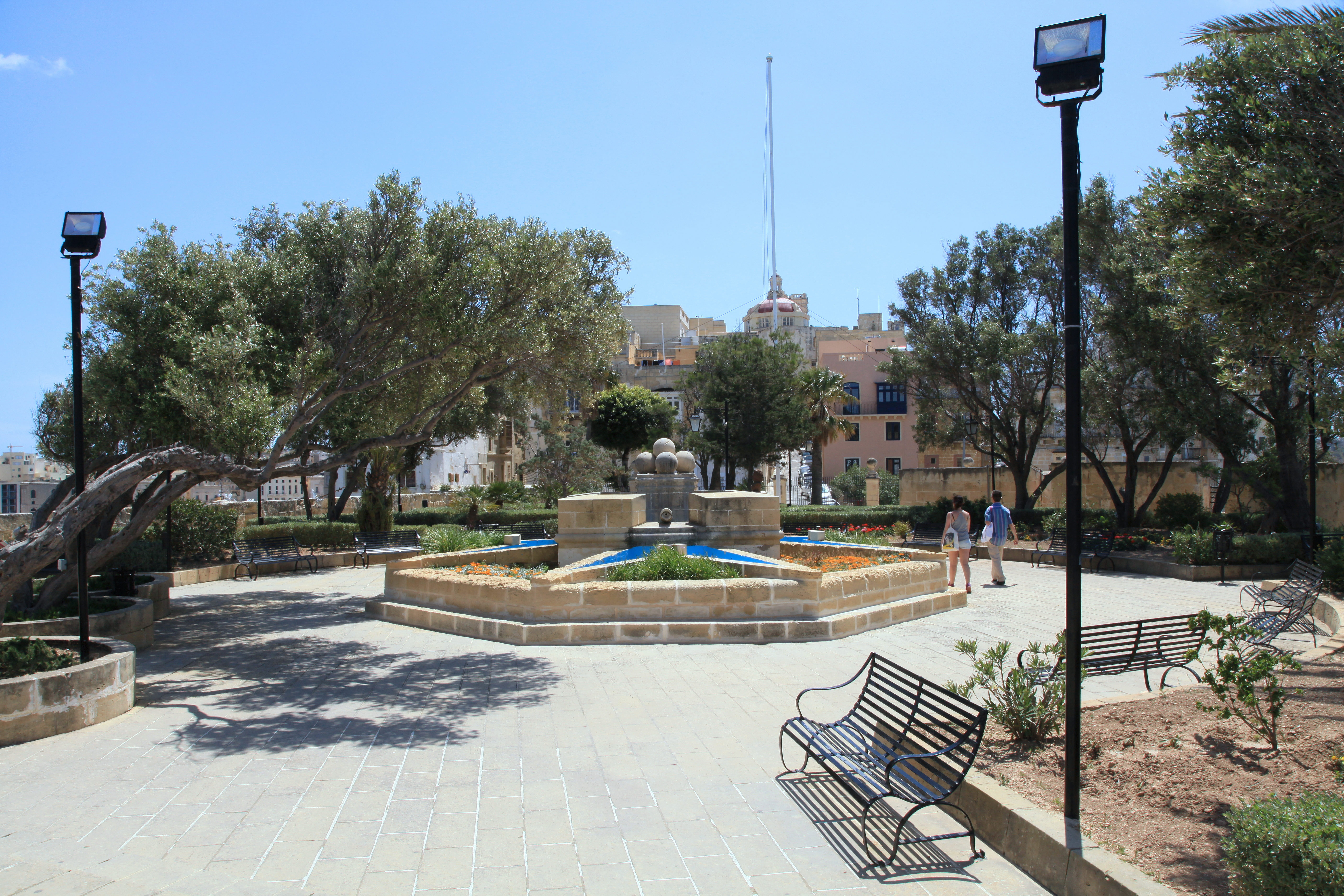
Gardjola Garden, na szczycie The Spur
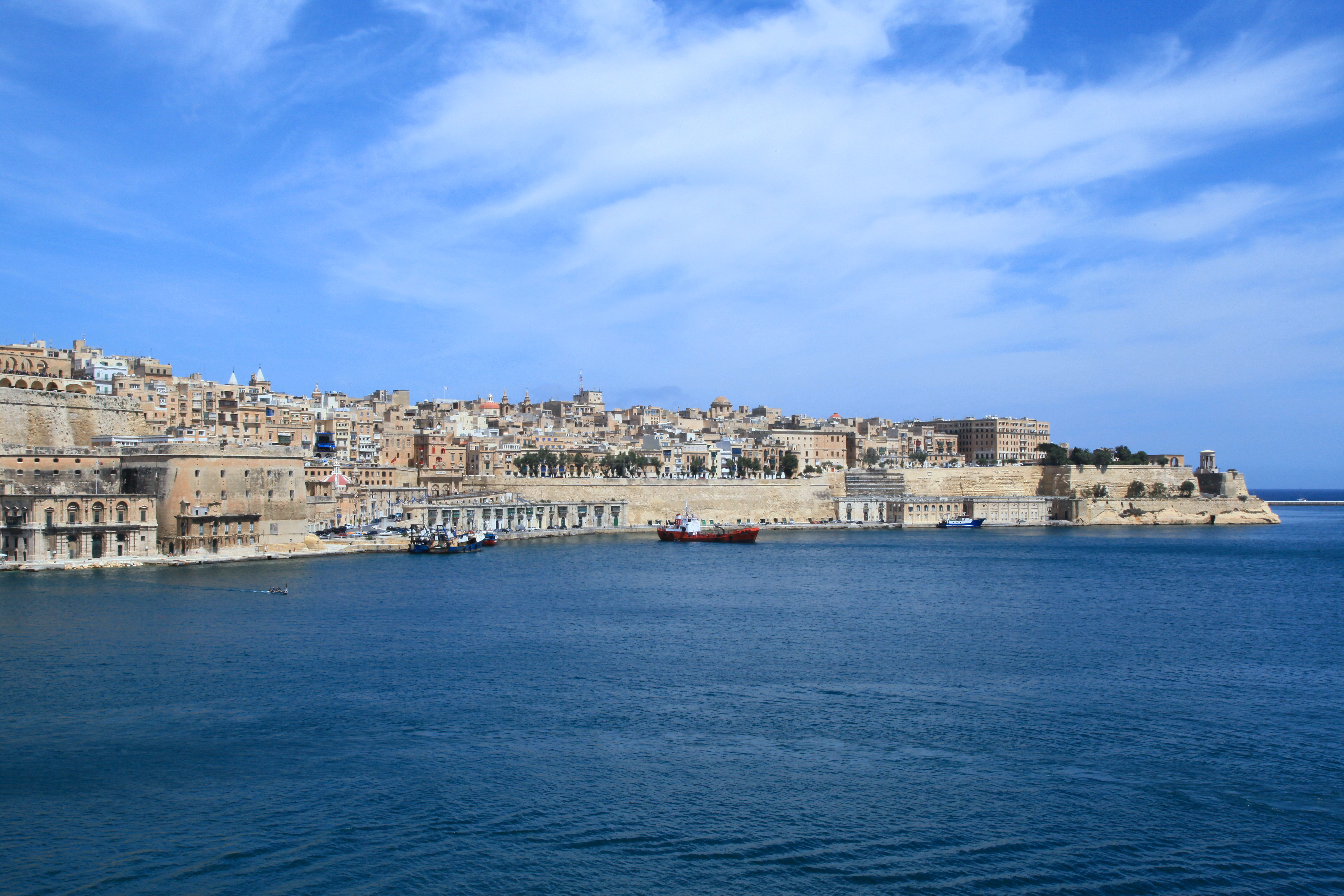
Valletta widziana ze szczytu The Spur